# Sinabelkirchen
Sinabelkirchen là một đô thị thuộc huyện Weiz thuộc bang Steiermark, nước Áo. Đô thị Sinabelkirchen có diện tích 37,01 km², dân số thời điểm cuối năm 2005 là 3860 người.